# Олонецкий перешеек
Оло́нецкий переше́ек — перешеек между Ладожским и Онежским озёрами на территории Карелии и Ленинградской области России. Иногда используется также название Онежско-Ладожский водораздел.

## История
Олонецкий перешеек начал заселяться уже в эпоху мезолита. В Южной Карелии имелись многочисленные поселения каменного века и раннего бронзового века. Уже к середине XVII века на перешейке образовались три погоста: Рождественский Олонецкий, Рождественский Остречинский, Никольский Шуйский.

### Олонецкий Рождественский погост
Деревни в Олонецком Рождественском погосте располагались непрерывной полосой вдоль рек и многие их названия сохранились поныне.

### Остречинский Рождественский погост
Остречинский погост располагался на западе Онежского озера и включал юго-западное побережье Онеги, Юксовское озеро на юге, озёра Брусно и Машезеро, a также бассейны рек Остречины, Инемы, и Муромли.
Земледелие на территории погоста было затруднено, поэтому основное заселение происходило вдоль юго-западного берега Онежского озера, где был возможен лов сига и другой рыбы. Древние археологические памятники (стоянки) присутствуют на речках, впадающих в Онежское озеро: Другая река, Рыбрека, Розмега, Тахручей, Вехручей, Железный ручей, а также на берегах Шокши и Уи. Основная часть стоянок расположена около современного посёлка Шёлтозеро, где с VII—VI тысячелетия до н. э. располагалось так называемое шелтозерское рыболовческое поселение вепсов.
Письменные свидетельства об Остречинском погосте присутствуют во многих писцовых и переписных книгах XVI—XVII веков, начиная с Писцовой книги 1563—1566 годов Андрея Лихачева и подьячего Ляпуна Добрынина. По книгам, количество населения и деревень в Остречинском погосте было вторым на перешейке (после Олонецкого). В 1563 году в Остречинском погосте было описано 270 деревень и 392 двора, располагавшихся скоплениями около Рождественского погоста, Таржеполя, Ладвы, Шелтозера и Шокши. В дальнейшем населённые пункты сохранились лишь на берегу Онеги и вдоль железной дороги, поэтому деревни XVI—XVII века, расположенные в глубине территории перешейка, прекратили своё существование, в отличие от деревень Олонецкого погоста.

### Никольский Шуйский погост
Границы Никольского Шуйского погоста включали западное побережье Онежского озера от Уйской губы, район озера Лососинного, южную часть озера Сандал, северную часть Кондопожской губы; на западе граница шла по нижнему течению реки Шуи, до Пялозера, а на востоке — по западному побережью полуострова Чаж. Водные ресурсы Шуйского погоста включали также реку Суна и озёра: Укшозеро, Кончезеро, Мунозеро. Заселение берегов происходило начиная с эпохи мезолита до раннего железного века.
На Олонецком перешейке Шуйский был самым малочисленным из погостов согласно всем писцовым и переписным книгам. Деревни погоста располагались вдоль берегов Шуи, Суны и озёр. Шуйский погост отличался стабильностью численности поселений и сохранением названий деревень (многих — до наших дней), в отличие от, например, Остречинского.
В Шуйском погосте была развита переработка железа и других металлов, уже в 1707 году в Кончезеро был построен медеплавильный завод (позднее — Кончезерский чугуноплавительный завод), тогда же, в начале XVIII века началась история Олонецких Петровских заводов в устье реки Лососинка.
Административный центр — погост Шуйский был расположен на левом берегу Шуи между Укшозером и Логмозером. С 1560-х годов там действовали две деревянные церкви: Николы Чудотворца и «тёплая» многоглавая Иоанна Предтечи, находились пять амбаров и постройки Никольского приходского монастыря.

## Административное деление
С 1801 по 1922 земли перешейка входили в состав Олонецкой губернии.
В настоящее время перешеек делится между Лодейнопольским и Подпорожским районами в Ленинградской области и Олонецким, Питкярантским, Прионежским, Пряжинским районами и Петрозаводском в Республике Карелия.

## Военные действия
Перешеек с XIII до середины XX века являлся ареной военных действий Швеции и позже Финляндии против Великого Новгорода, России и СССР.
В 1581 году, в ходе похода шведского отряда под руководством К. Флеминга в Карелию, на Олонецком перешейке были уничтожены многие поселения. В писцовой книге 1560-х годов в Остречинском погосте перечислялись 267 деревень и 383 двора, а после шведского похода деревень осталось только 98, жилых дворов — 170. В конце Смутного времени в 1613—1614 годах шведских и польско-литовские отряды захватили Олонец; в течение нескольких лет после этого разбоем занимались отряды казаков, регулярно упоминавшиеся в книгах 1616—1619 годов: «жильцов побили казаки в разоренье», «двор сожгли и жильца убили казаки в разоренье». Монастырские деревни Рождественского погоста в 1620 году грабили «литва» и «немцы». Восстановление разрушенных хозяйств отмечено лишь в книгах 1646—1647 годов и 1678 года.
В 1560-х годах в Шуйском погосте было 153 деревни, из них 129 жилых, но уже в писцовой книге Андрея Плещеева и Семёна Кузьмина 1582/1583 года отмечено, что на «погосте-месте» все здания были сожжены; в Кондопоге также «церковь сожгли немецкие люди», жилых деревень осталось только 87, так как «хоромы пожгли немецкие люди». Согласно писцовой книге Петра Воейкова и Ивана Льговского (1616—1619 годы) и дозорной книге Дмитрия Лыкова и Якова Гневашева (1620 год) обе церкви в самом погосте были восстановлены, но монастырские кельи пустовали по-прежнему.